# Dobozy Elemér
Dobozy Elemér (Budapest, 1902. január 18. – Budapest, 1986. május 18.) orvos, belgyógyász. Felesége Erdélyi Zsuzsanna néprajz- és népzenekutató.

## Életpályája
Középiskolai tanulmányait Cegléden végezte, majd 1928-ban a budapesti Pázmány Péter Tudományegyetemen szerezte meg orvosi oklevelét. Már 1923–1925 között, egyetemi évei alatt dolgozott a Stefánia Gyermekkórház egyetemi gyermekklinikájának laboratóriumában, és kidolgozta a rachitis (angolkór) kórtanával foglalkozó egyetemi pályatételt, mellyel pályadíjat is nyert. 1927–1928-ban a budapesti tudományegyetem rádiumintézetében a radioaktív sugárzások elméleti és gyakorlati kérdéseit tanulmányozta.
1928-tól mint externista gyakornok, majd fizetés nélküli tanársegéd a Korányi Sándor által vezetett III. sz. Belklinikán dolgozott 1936-ig, annak megszűnéséig.
1934–1936 között a klinika szívosztályát és szívbetegrendelését, valamint elektrokardiográfiai laboratóriumát vezette. 1937-től 1945 végéig a budapesti egyetem élettani intézetében fizetés nélküli tanársegéd és ezzel egyidejűleg 1937. január 1-től 1944 végéig a Korányi-klinika tanársegédei által létesített Stefánia Úti Belgyógyászati Intézetében dolgozott Hetényi Géza vezetése alatt.
1946–1951 között a budapesti orvosegyetem II. Belgyógyászati Klinikáján osztályvezető tanársegéd és a klinika EKG-laboratóriumának vezetője volt. A vérkeringési rendszer részletes kórtana című tárgykörből 1950-ben egyetemi magántanárrá nevezték ki.
1951 októberétől a XIX. kerületi (kispesti) szakorvosi rendelőintézetében EKG-szakorvos és ezzel párhuzamosan a Fővárosi István Kórház II. Sz. Belbeteg Osztályán osztályos főorvos lett.
1955-től az István Kórház Betegségmegállapító Osztályának főorvosa, majd 1961-től a II. sz. Belgyógyászati Osztályának ideiglenesen megbízott főorvosa, 1963-tól pedig a III. sz. Belgyógyászati Osztályának főorvosa volt.
Munkássága során mintegy félszáz tudományos közleménye jelent meg.
Budapesten hunyt el, 1986. május 18-án.

## Főbb munkái
- Az oxygenbelégzés hatása a decompensált szívbetegek vérkeringésére. (Orvosi Hetilap, 1935, 28.)
- Az ingerületvezetési zavarok elektrokardiographiai képe… (Debrecen, 1938)
- A klinikai elektrokardiographia alapvonalai (Budapest, 1940)
- A reciprok-rhythmusról. (Orvosi Hetilap, 1948, 39.)
- A stereoelektrokardiographia, mint klinikai módszer (1-2. füzet, Budapest, 1949-1951)
- Klinikai elektrokardiografia (társszerzőkkel, Budapest, 1954)